# Cotuhé
Cotuhé je rijeka u Kolumbiji, pritoka rijeke Putumayo. Pripada porječju rijeke Amazone.